# Hino ao Inominável
Hino ao Inominável é uma canção em forma de protesto composta por Carlos Rennó e melodia de Chico Brown e Pedro Luís interpretada por diversos artistas com falas críticas ao então presidente do Brasil Jair Messias Bolsonaro.
O vídeo da faixa, contra a candidatura a reeleição de Bolsonaro, conta com 202 versos e 13 minutos de duração,foi criada pelo Coletivo Bijari.

## Reações
Reinaldo Azevedo, jornalista autor de O País dos Petralhas, citou a música em um de seus artigos opinativos dizendo que a música era uma síntese impecável da obra de Bolsonaro.